# ران وي
ران وي (بالإنجليزية: Ran Wei)‏ هي ممثلة أمريكية، ولدت في 28 سبتمبر 1989 في تشنغتشو في الصين.

## وصلات خارجية
- ران وي على موقع IMDb (الإنجليزية)
- ران وي على موقع قاعدة بيانات الفيلم (الإنجليزية)